# Dicasterie voor Leken, Gezin en Leven
Het Dicasterie voor de Leken, het Gezin en het Leven is een orgaan van de Romeinse Curie.
Het dicasterie werd ingesteld op 15 augustus 2016 door middel van het motu proprio Sedula Mater. Op 1 september 2016 werden de op deze datum opgeheven pauselijke raden voor het Gezin en voor de Leken in het dicasterie geïncorporeerd. De taken en bevoegdheden van deze raden werden overgedragen aan het dicasterie.
Als eerste prefect van het dicasterie werd op 15 augustus 2016 Kevin Farrell benoemd.